# University of Pittsburgh Women's Volleyball 2024
Questa voce raccoglie le informazioni riguardanti la University of Pittsburgh Women's Volleyball nella stagione 2024.

## Stagione
La University of Pittsburgh partecipa alla Atlantic Coast Conference per la quarantaquattresima volta, vincendo il sesto titolo di conference della propria storia.
Qualificate come testa di serie numero 1 al torneo NCAA Division I, le Panthers superano agevolmente la Morehead State e la Oklahoma ai primi due turni, mentre alla sweet sixteen faticano per cinque set prima di avere la meglio sulla Oregon; conquistando così l'accesso alla quarta final four consecutiva vincendo contro la Kentucky.
Alla semifinale nazionale vengono estromesse dalla corsa per il titolo dalla Louisville.

## Organigramma societario
Area direttiva
- Presidente: Allen Greene

Area organizzativa
- Direttore delle operazioni: Michael Fisher

Area tecnica
- Allenatore: Daniel Fisher
- Allenatore associato: Kellen Petrone
- Assistente allenatore: Kamalani Akeo, Shaun Ermi

## Rosa
| N° | Nome             | Ruolo | Data di nascita  | Nazionalità sportiva | Anno             |
| -- | ---------------- | ----- | ---------------- | -------------------- | ---------------- |
| 1  | Bianca Garibaldi | C     | 24 novembre 2005 | Argentina            | Freshman         |
| 2  | Valeria Vázquez  | S     | 28 gennaio 2001  | Porto Rico           | Sesto anno       |
| 3  | Catherine Flood  | S     | 10 aprile 2002   | Stati Uniti          | Graduate student |
| 4  | Torrey Stafford  | S     | 15 aprile 2005   | Stati Uniti          | Sophomore        |
| 5  | Olivia Babcock   | O     | 28 giugno 2005   | Stati Uniti          | Sophomore        |
| 8  | Blaire Bayless   | S     | 5 maggio 2005    | Stati Uniti          | Sophomore        |
| 9  | Ryla Jones       | C     | -                | Stati Uniti          | Freshman         |
| 10 | Rachel Fairbanks | P     | 5 luglio 2003    | Stati Uniti          | Senior           |
| 11 | Dalia Vîrlan     | C     | 18 febbraio 2005 | Romania              | Freshman         |
| 12 | Emmy Klika       | L     | 16 marzo 2003    | Stati Uniti          | Senior           |
| 13 | Mallorie Meyer   | L     | -                | Stati Uniti          | Freshman         |
| 14 | Kiana Dinn       | P     | -                | Stati Uniti          | Freshman         |
| 16 | Dillyn Griffin   | L     | 18 maggio 2004   | Stati Uniti          | Junior           |
| 19 | Nisa Buzlutepe   | P     | 3 settembre 2003 | Turchia              | Senior           |
| 21 | Breanna Kelley   | C     | 30 luglio 2003   | Stati Uniti          | Junior           |
| 25 | Haiti Tautua'a   | P     | -                | Stati Uniti          | Sophomore        |

## Mercato
| Acquisti | Acquisti         | Acquisti        | Acquisti   |
| R.       | Nome             | da              | Modalità   |
| -------- | ---------------- | --------------- | ---------- |
| P        | Nisa Buzlutepe   | Texas A&M       | definitivo |
| P        | Kiana Dinn       | Ryle HS         | definitivo |
| C        | Bianca Garibaldi | River Plate     | definitivo |
| C        | Ryla Jones       | Flint Hill      | definitivo |
| L        | Mallorie Meyer   | Lincoln East HS | definitivo |
| C        | Dalia Vîrlan     | Dinamo Bucarest | definitivo |

| Cessioni | Cessioni         | Cessioni     | Cessioni   |
| R.       | Nome             | a            | Modalità   |
| -------- | ---------------- | ------------ | ---------- |
| P        | Lexis Akeo       | Lemesos      | definitivo |
| S        | Julianna Dalton  | Houston      | definitivo |
| C        | Rachel Jepsen    | -            | ritirata   |
| C        | Emma Monks       | -            | ritirata   |
| L        | Logan Mosley     | -            | ritirata   |
| C        | Chiamaka Nwokolo | Atlanta Vibe | definitivo |

## Statistiche

### Statistiche di squadra
| Competizione                              | Punti | In casa | In casa | In casa | In trasferta | In trasferta | In trasferta | Campo neutro | Campo neutro | Campo neutro | Totale | Totale | Totale |
| Competizione                              | Punti | G       | V       | P       | G            | V            | P            | G            | V            | P            | G      | V      | P      |
| ----------------------------------------- | ----- | ------- | ------- | ------- | ------------ | ------------ | ------------ | ------------ | ------------ | ------------ | ------ | ------ | ------ |
| Atlantic Coast Conference NCAA Division I | .943  | 19      | 19      | 0       | 13           | 12           | 1            | 3            | 2            | 1            | 35     | 33     | 2      |
| Totale                                    | .943  | 19      | 19      | 0       | 13           | 12           | 1            | 3            | 2            | 1            | 35     | 33     | 2      |

G = partite giocate; V = partite vinte; P = partite perse

### Statistiche dei giocatori
| Giocatrice   | Atlantic Coast Conference NCAA Division I | Atlantic Coast Conference NCAA Division I | Atlantic Coast Conference NCAA Division I | Atlantic Coast Conference NCAA Division I | Atlantic Coast Conference NCAA Division I | Totale | Totale | Totale | Totale | Totale |
| Giocatrice   | P                                         | PT                                        | AV                                        | MV                                        | BV                                        | P      | PT     | AV     | MV     | BV     |
| ------------ | ----------------------------------------- | ----------------------------------------- | ----------------------------------------- | ----------------------------------------- | ----------------------------------------- | ------ | ------ | ------ | ------ | ------ |
| O. Babcock   | 35                                        | 677,5                                     | 538                                       | 68,5                                      | 71                                        | 35     | 677,5  | 538    | 68,5   | 71     |
| B. Bayless   | 33                                        | 89,5                                      | 73                                        | 14,5                                      | 2                                         | 33     | 89,5   | 73     | 14,5   | 2      |
| N. Buzlutepe | 16                                        | 8                                         | 3                                         | 2                                         | 3                                         | 16     | 8      | 3      | 2      | 3      |
| K. Dinn      | 1                                         | 0                                         | 0                                         | 0                                         | 0                                         | 1      | 0      | 0      | 0      | 0      |
| R. Fairbanks | 30                                        | 98                                        | 38                                        | 22                                        | 38                                        | 30     | 98     | 38     | 22     | 38     |
| C. Flood     | 34                                        | 48,5                                      | 20                                        | 1,5                                       | 27                                        | 34     | 48,5   | 20     | 1,5    | 27     |
| B. Garibaldi | 6                                         | 13,5                                      | 8                                         | 5,5                                       | 0                                         | 6      | 13,5   | 8      | 5,5    | 0      |
| D. Griffin   | 33                                        | 10                                        | 0                                         | 0                                         | 10                                        | 33     | 10     | 0      | 0      | 10     |
| R. Jones     | 34                                        | 187                                       | 123                                       | 63                                        | 1                                         | 34     | 187    | 123    | 63     | 1      |
| B. Kelley    | 33                                        | 278                                       | 195                                       | 83                                        | 0                                         | 33     | 278    | 195    | 83     | 0      |
| E. Klika     | 35                                        | 0                                         | 0                                         | 0                                         | 0                                         | 35     | 0      | 0      | 0      | 0      |
| M. Meyer     | 30                                        | 12                                        | 0                                         | 0                                         | 12                                        | 30     | 12     | 0      | 0      | 12     |
| T. Stafford  | 34                                        | 457,5                                     | 400                                       | 37,5                                      | 20                                        | 34     | 457,5  | 400    | 37,5   | 20     |
| V. Vázquez   | 35                                        | 287,5                                     | 230                                       | 16,5                                      | 41                                        | 35     | 287,5  | 230    | 16,5   | 41     |
| D. Vîrlan    | 16                                        | 33,5                                      | 19                                        | 14,5                                      | 0                                         | 16     | 33,5   | 19     | 14,5   | 0      |

P = presenze; PT = punti totali; AV = attacchi vincenti; MV = muri vincenti; BV = battute vincenti

NB: I muri singoli valgono una unità di punto, mentre i muri doppi e tripli valgono mezza unità di punto; anche i giocatori nel ruolo di libero sono impegnati al servizio